# Козловичи (Брест)
Козловичи (бел. Казловічы) — микрорайон города Бреста (Белоруссия).

## География
Находится на северо-западной окраине Бреста, на берегу реки Западный Буг, у белорусско-польской границы.

## История
Бывшая деревня Клейниковского сельсовета Брестского района Брестской области. С 2007 года входит в состав Ленинского района Бреста как микрорайон Козловичи.

## Инфраструктура
На территории микрорайона располагается пункт пропуска «Козловичи», предназначенный для пропуска только грузовых автомобилей. На территории Козлович находится заказник «Барбастелла» и Форт «А». Также есть кладбище и православный храм.